# Festivalorkest van Luzern
Het Festivalorkest van Luzern (Engels, en ter plaatse: Lucerne Festival Orchestra, LFO) is het huisorkest van het Lucerne Festival in het Zwitserse Luzern, dat jaarlijks op ad-hocbasis wordt samengesteld. Het werd in zijn huidige vorm opgericht door Claudio Abbado en staat sinds 2016 onder leiding van Riccardo Chailly.
Het Lucerne Festival (tot 2001: Internationale Musikfestwochen Luzern) had in 1938 al een huisorkest, dat onder leiding stond van Arturo Toscanini. Van 1943 tot 1993 bestond het festivalorkest voornamelijk uit Zwitserse musici. Een paar jaar later ontstond er een nieuw festivalorkest, gestoeld op spelers uit het Gustav Mahler Jeugdorkest en het Jeugdorkest van de Europese Gemeenschap (tegenwoordig het Jeugdorkest van de Europese Unie).
De meest recente wedergeboorte van het Festivalorkest van Luzern vond plaats op initiatief van dirigent Claudio Abbado en artistiek directeur Michael Haefliger. Het hart van het ensemble bestond destijds uit het Mahler Chamber Orchestra. Abbado leidde de eerste uitvoeringen van het Festivalorkest van Luzern "nieuwe stijl" tijdens het festival van 2003. Hun eerste reis naar het buitenland was naar Rome in het najaar van 2005. In oktober 2006 was hun eerste optreden overzee, in Tokyo. Het orkest speelde op de Proms-concert in augustus 2007, in een veelgeprezen uitvoering van Gustav Mahlers symfonie nr. 3.. Abbado bleef het orkest tot zijn dood in 2014 leiden, al moest hij zich bij de eerste optredens in de Verenigde Staten in de Carnegie Hall in New York in oktober 2007 wegens ziekte laten vervangen door Pierre Boulez en David Robertson. In 2014 en 2015 dirigeerde Andris Nelsons het orkest. In 2016 werd Riccardo Chailly voor vijf jaar tot chef-dirigent benoemd.
In het LFO spelen en speelden 's werelds meest vooraanstaande solisten en orkestaanvoerders, waaronder Kolja Blacher, Wolfram Christ, Mirijam Contzen, Diemut Poppen, Natalia Gutman, Jens-Peter Maintz, Jacques Zoon, Reinhold Friedrich, Stefan Dohr, Alessio Allegrini, Mark Templeton, Franz Bartolomey, Alois Posch, Emmanuel Pahud, Albrecht Mayer, Stefan Schweigert, Jörgen van Rijen en leden van het Sabine Meyer-blazersensemble, het Alban Berg Quartet en het Hagen Quartet. 

## Opnames
Abbado en het orkest maakten een aantal opnames op cd en dvd, waaronder:

### CD
- Claude Debussy: La Mer en Gustav Mahler: Symfonie nr. 2 (Deutsche Grammophon)[7].

### DVD
- Gustav Mahler: Symfonie nr. 2, nr. 3, nr. 5, nr. 6 en nr. 7 en Claude Debussy: La Mer
- Documentaires over het Luzern Festivalorkest.